# Horní Lomná
Horní Lomná är en ort i Tjeckien.   Den ligger i regionen Mähren-Schlesien, i den östra delen av landet, 300 km öster om huvudstaden Prag. Horní Lomná ligger 577 meter över havet och antalet invånare är 382.
Terrängen runt Horní Lomná är kuperad. Runt Horní Lomná är det ganska tätbefolkat, med 124 invånare per kvadratkilometer. Närmaste större samhälle är Třinec, 16,6 km norr om Horní Lomná. I omgivningarna runt Horní Lomná växer i huvudsak blandskog.